# Almabtrieb

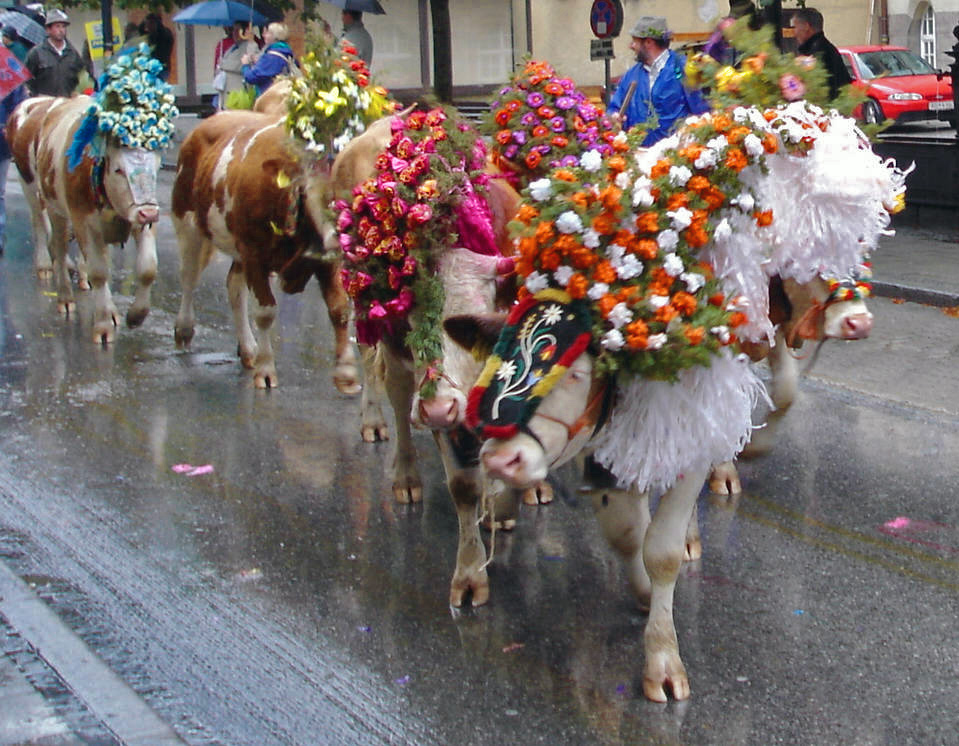
Kufsteiner Almabtrieb, 2005

Als Almabtrieb, Alpabfahrt (alemannisch), Alpabzug (Schweiz), Viehscheid (Allgäu) oder Kiekemma (Südtirol) bezeichnet man im Alpenraum den Viehtrieb von den Bergweiden (Almen) ins Tal, wo es in den Stallungen der Bauernhöfe überwintert. Der Almabtrieb findet, abhängig vom regionalen Klima,  zwischen Mitte September und Mitte Oktober statt und geht häufig mit feierlichem Brauchtum einher.
Die Almzeit (Almwirtschaft) beginnt mit dem Almauftrieb.

## Brauchtum

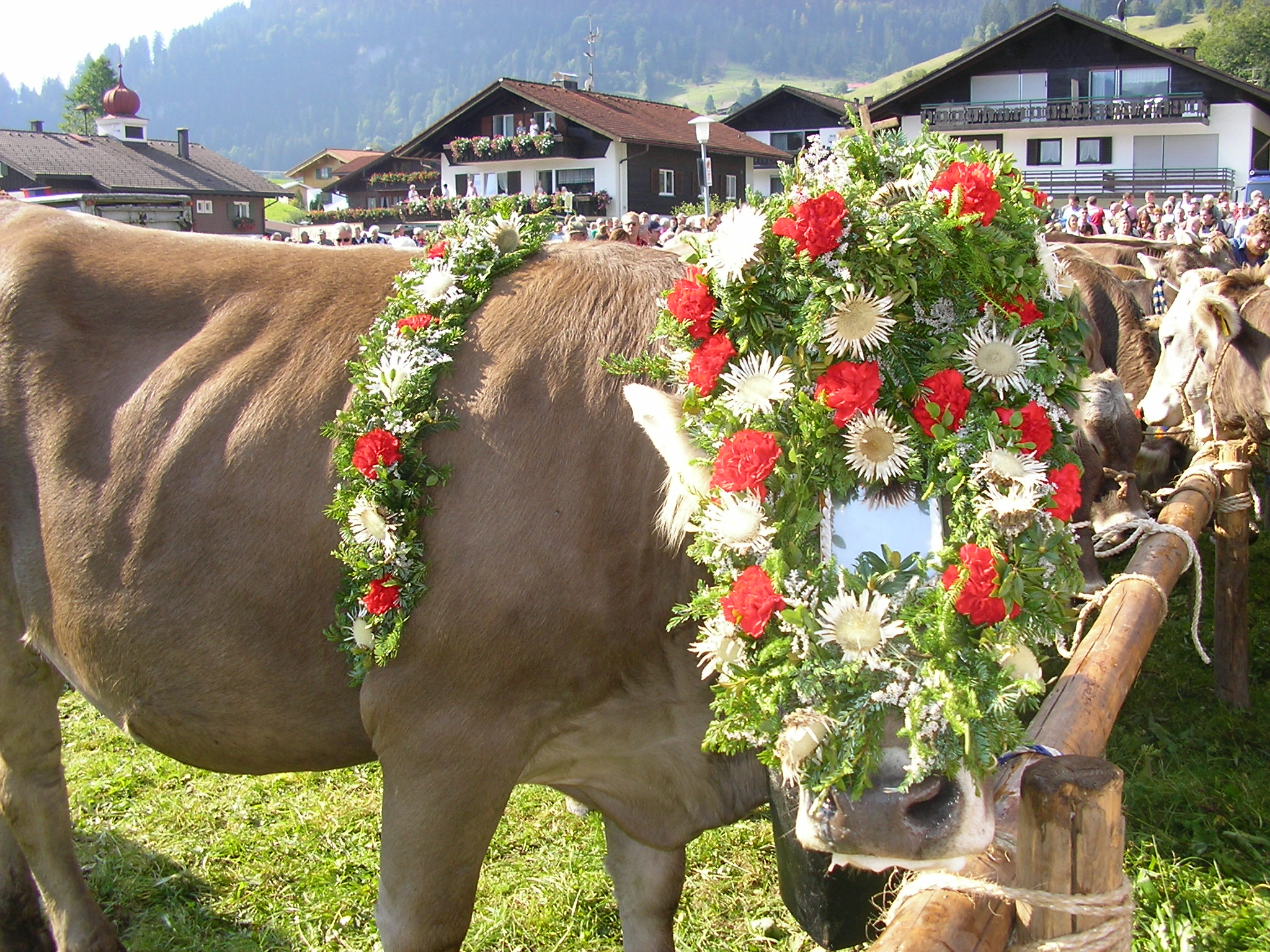
Ein Kranz in Großaufnahme (Obermaiselstein 2005)

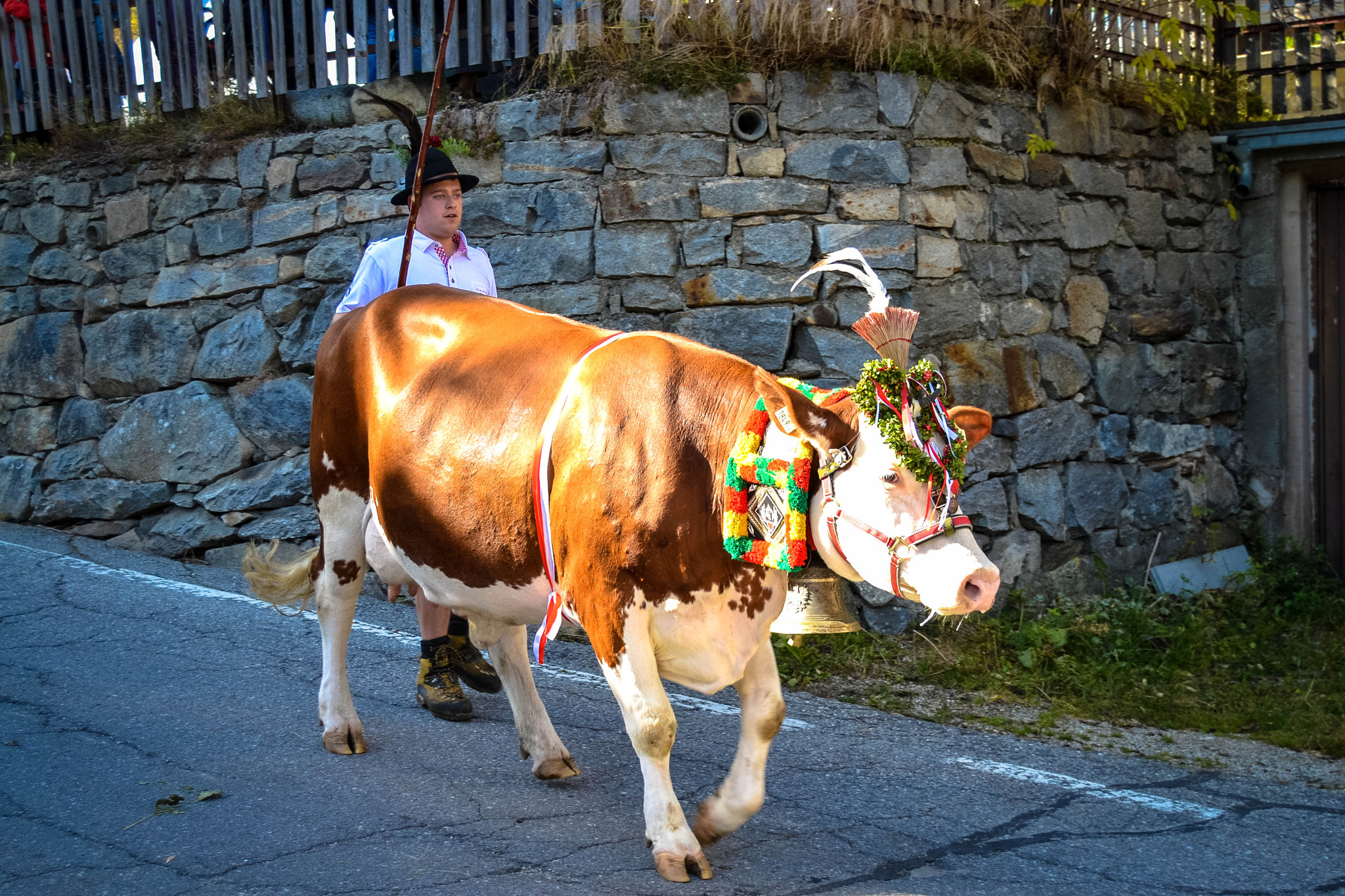
Geschmückte Kranzkuh in Sand in Taufers, 2014

Ist der Almsommer für Mensch und Tier ohne tödliche Unfälle verlaufen, werden in vielen Gegenden die Herden für den Abtrieb kunstvoll geschmückt und der Almabtrieb mit Musik- und Tanzveranstaltungen verbunden. Diese Feste bildeten früher im September oder Oktober den Abschluss des Almlebens. Für den Kopfschmuck der Tiere wird traditionell der Almrausch (Alpenrose) oder Latschenkiefer verwendet sowie die Silberdistel und Seidenblumen.
Eine besondere Rolle spielt dabei die Kranzkuh, die traditionell die Herde auf ihrem Weg in die heimischen Ställe anführt. Sie erhält einen ungewöhnlich großen Kopfschmuck, der aufwändig aus Zweigen, Blumen, Gräsern und Bändern in Form einer Krone geflochten wird. Meist zeigt der Kranz ein Kreuz, womit um den Schutz des Himmels gefleht wird, sowie Spiegel und Glocken zur Abwehr böser Geister. Im Liechtensteiner Oberland werden die besten Milchkühe traditionell zusätzlich mit hölzernen Alpabfahrtsherzen geschmückt, die später an die Außenwände der Viehställe genagelt werden.
Heute ist dieser Brauch vielerorts zu einer mit Spezialitäten (Almanudeln) gefeierten Touristenattraktion geworden. Im Frühsommer, meist um Pfingsten, erfolgt der anschließende Auftrieb, jedoch meist (Österreich und Deutschland) ohne besondere Veranstaltungen. 

## Viehscheid
Im Frühherbst wird auf Gemeinschaftsalmen nach dem Almabtrieb im Tal insbesondere im Allgäu der sogenannte Viehscheid vorgenommen, bei dem die Tiere wieder ihren Besitzern zugeführt werden. Meist sprechen die Einheimischen jedoch einfach vom Scheid. Auch in anderen Ortschaften gibt es regionale Unterschiede. Im Schnalstal schließt sich traditionell die Schur der im Dorf angekommenen Schafe (Schafsschoad) an. Oft wird die Heimkehr der Tiere mit weiteren Festakten wie Musikgruppen und Schuhplattlern zelebriert.
Dalhausen in Ostwestfalen hat den Brauch adaptiert und spricht von der nördlichsten Veranstaltung Deutschlands.

## Weidabtrieb
Ungefähr seit der Jahrtausendwende wird auch außerhalb des Alpenraums der Almabtrieb, dann als Weideabtrieb bezeichnet, im Rahmen eines Volksfestes gefeiert. Beispiele dafür sind Ginolfs in der bayrischen Rhön oder  Simmershausen in Osthessen. Die Veranstaltungen haben dabei mehrere Tausend Besucher.